# Vladan Lukić
Vladan Lukić (Sopot, 16 febbraio 1970) è un ex calciatore jugoslavo, di ruolo attaccante.

## Carriera

### Club
Debutta da professionista nel 1986 con la Stella Rossa, con cui gioca per sei stagioni, vincendo quattro campionati della RSF di Jugoslavia, una Coppa di Jugoslavia, e soprattutto la Coppa dei Campioni 1990-1991 e la Coppa Intercontinentale 1991.
Nel gennaio 1993 passa in prestito all'Atlético Madrid, ma già nella stagione 1993-1994 rientra in Jugoslavia, al Vojvodina Novi Sad, prima di ritornare in Spagna, in Segunda División al Club Atlético Marbella, e all'OFK Belgrado poi.
Passa quindi al Sion, con cui nella stagione 1996-1997 vince il campionato e la Coppa Svizzera.
Si trasferisce poi in Francia al Metz, dove gioca per due stagioni, raggiungendo il secondo posto nel campionato 1997-1998 e la finale, persa contro il Lens, della Coppa di Lega francese 1998-1999. Nella prima giornata del campionato 1997-1998 decide la sfida tra Lione e Metz (0-1).
Chiude la carriera in Grecia, al Paniliakos.

## Dopo il ritiro
Nel 2009 diventa presidente della Stella Rossa.

## Palmarès

### Club

#### Competizioni nazionali
- Prva Liga (Jugoslavia): 4

Stella Rossa: 1987-1988, 1989-1990, 1990-1991, 1991-1992
- Coppa di Jugoslavia: 1

Stella Rossa: 1989-1990
- Campionato svizzero: 1

Sion: 1996-1997
- Coppa Svizzera: 1

Sion: 1996-1997

#### Competizioni internazionali
- Coppa dei Campioni: 1

Stella Rossa: 1990-1991
- Coppa Intercontinentale: 1

Stella Rossa: 1991